# SCM Craiova (balonmano)
SCM Craiova (en rumano Sport Club Municipal Craiova) es un club de balonmano femenino rumano con sede en Craiova.

## Palmarés

### Competiciones europeas
- Ganador de la Copa EHF ( 1 ) : 2018

### Competiciones nacionales
- Finalista de la Copa de Rumania ( 1 ) : 2017
- Finalista de la Supercopa de Rumania ( 1 ) : 2017

## Plantilla 2025-2026
Plantilla para la temporada 2025–26
|  | Porteras - Marina Rajčić - Darly de Paula - Ioana Pavăl Extremo izquierda - Dijana Mugoša - Andreea Mihart - Alina Grigorie Extremo derecha - Zeljka Nikolic - Orsolya Maria Mózes Pivotes - Teodora Popescu - Katarina Bojicić - Ainhoa Hernández |  | Lateral izquierdo - Claudia Pașcan - Natalia Nosek - Alicia Gogirla Centrales - Valentina Blažević - Francielle da Rocha - Enryka Bodijar Lateral derecho - Aslı İskit - Ćamila Mičijević - Nicoleta Tudorică |

### Entradas y salidas
Entradas y salidas para la temporada 2025-26
|  | Llegan - Natalia Nosek (desde el CS Gloria 2018 Bistrița-Năsăud) - Alicia Gogirla (desde el Ramnicu Valcea) - Enryka Bodijar (desde el filial) - Ainhoa Hernández (desde el Rapid Bucarest | Abandonan el club - Katarina Džaferović - Patricia Moraru - Jovana Risović - Ruth João - Claudia Pașcan - Katarina Džaferović |

### Cuerpo técnico
- Entrenador: Costin Dumitrescu

## Jugadoras históricas
Con el SCM Craiova jugaron las siguientes balonmanistas internacionales con sus selecciones
- Ionica Munteanu (2012-2015)
- Jelena Živković (2015-2016)